# 제4대 판첸 라마

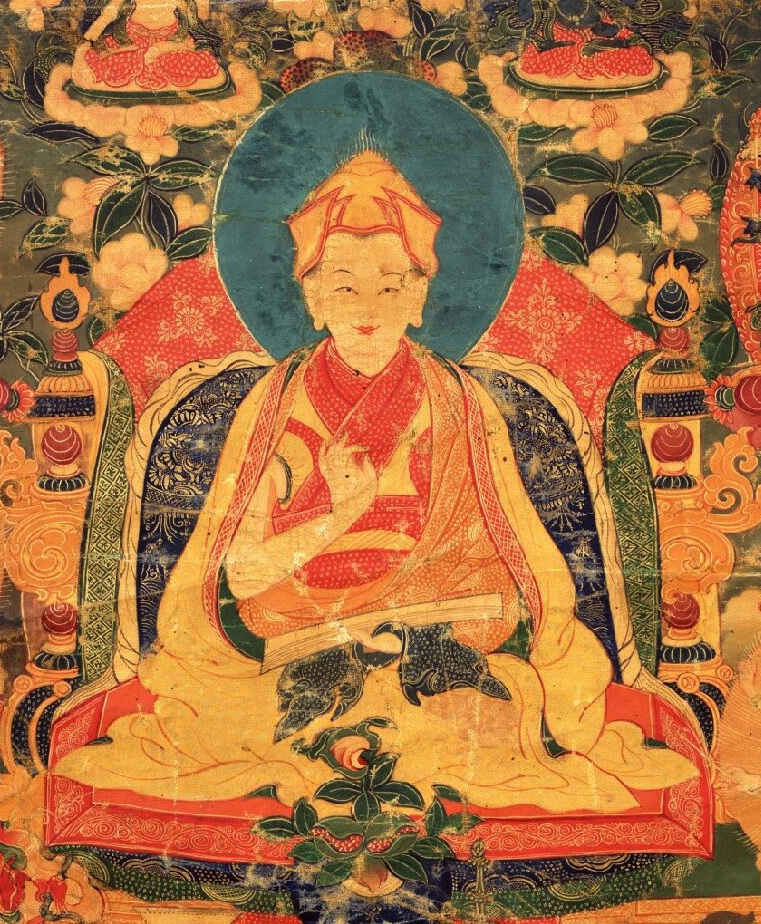
제 4대 판첸 라마

로쌍최끼개짼(1570~1662)는 제4대 판첸 라마이며, '판첸 라마'라는 칭호를 직접 사용한 첫 지도자이다.
로쌍최끼개짼은 제5대 달라이 라마와 각별한 친구 사이였으며, 서로 많은 도움을 주고받았다. 5대 달라이 라마는 그에게 타쉬룬포 사원을 거주지로 제공하였으며, 그를 아미타불의 화신으로 선포했다. 이때부터, 모든 판첸 라마들은 자동적으로 타쉬룬포 사원의 주지스님이 되는 전통이 생기게 되었다.
판첸 라마가 1662년에 90세를 넘긴 노령에 선종하자, 달라이 라마는 그의 환생자를 찾기 시작했다. 달라이 라마는 판첸 라마의 환생을 위한 특별 기도문을 작성하였으며 모든 사원의 승려들이 이를 암송하도록 명령했다. 그는 또한 '판첸 라마'(판첸은 티베트어로 대학자를 의미한다.)라는 칭호를 오직 로쌍최끼개짼과 그의 후계자들만이 사용할 수 있도록 조치하였다. 4대 판첸 라마는 학식에 조예가 매우 깊었으며, 300편이 넘는 저서를 남겼다.